# Barbara Radziwiłł

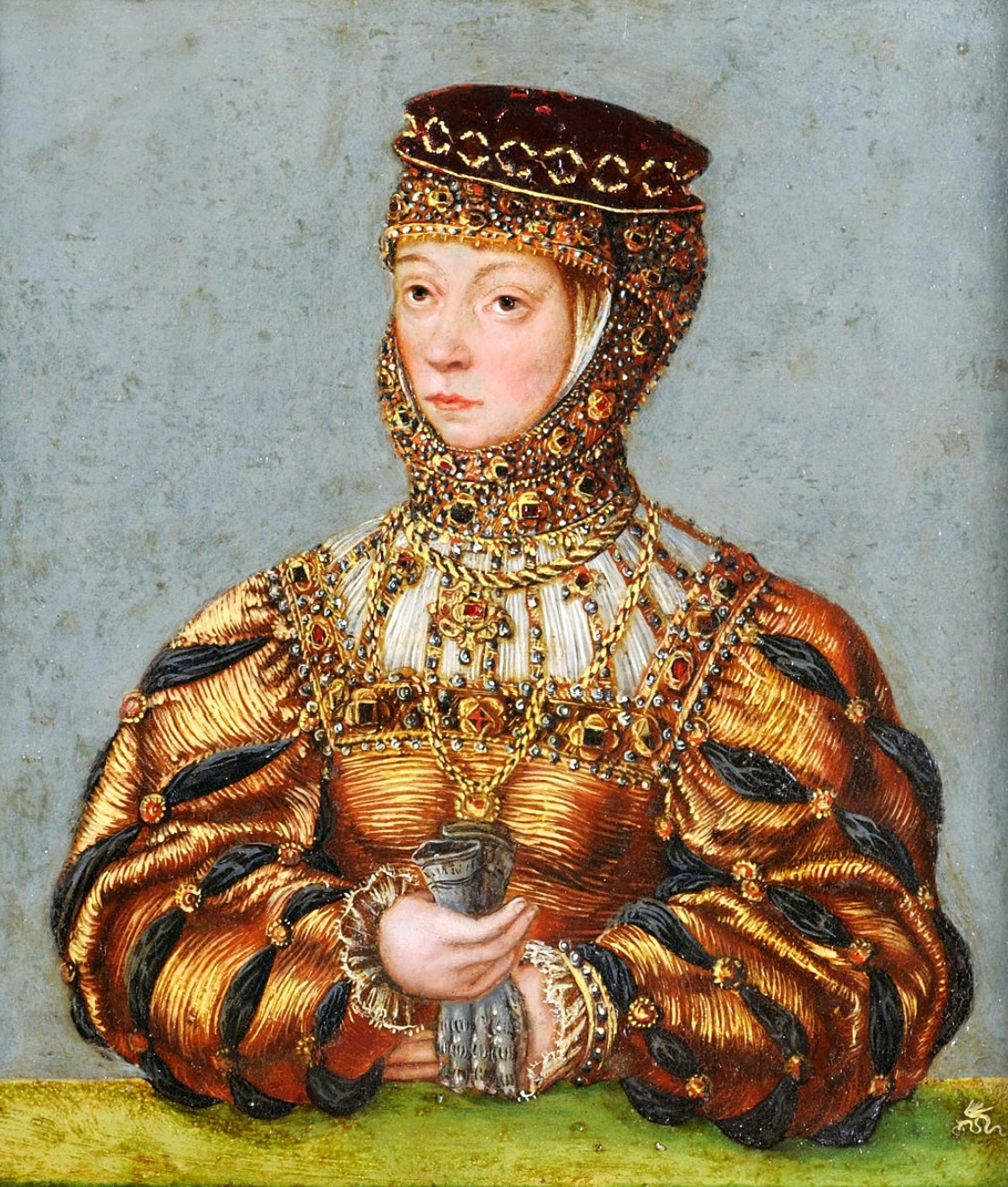
Barbara Radziwiłł geschilderd door Lucas Cranach de jongere (ca. 1553)

Barbara Radziwiłł, Litouws: Barbora Radvilaitė, Vilnius, 6 december 1523 – Krakau, 8 mei 1551) was een Litouws- Poolse adellijke vrouw die door haar huwelijk met Sigismund II August koningin van Polen en grootvorstin van Litouwen werd. Door de omstreden romance met de koning en haar vroege dood is zij door de eeuwen heen tot de verbeelding blijven spreken. Over haar leven zijn schilderijen, toneelstukken en films gemaakt.

## Biografie
Barbara Radziwiłł was de dochter van Jerzy Victor Radziwiłł ( Litouws: Jurgis Radvila), Hetman van Groot-Litouwen. De Radziwiłłs  (Litouws: Radvilos), behoorden in de 16e en 17e eeuw tot de rijkste en machtigste families in Litouwen en Polen.
Zij trouwde met Stanislaw Gasztold ( Litouws: Stanislovas Goštautas) , de Woiwode (stadhouder) van Novogrodek. Na diens dood trouwde ze in 1547 in het geheim met Sigismund II August, op dat moment kroonprins van Polen en Litouwen. De Poolse adel, de koninklijke hofhouding en ook Bona Sforza, de moeder van Sigismund, verzetten zich tegen dit huwelijk; men was bang dat de Radziwiłłs te veel macht zouden krijgen.
Sigismund II weigerde echter zijn huwelijk ongeldig te laten verklaren. Toen hij in 1548 na de dood van zijn vader koning werd, deed hij er alles aan om zijn vrouw als koningin te laten erkennen. Zij werd eerst door de Litouwse adel geaccepteerd als grootvorstin en uiteindelijk op 7 december 1550 ook tot koningin van Polen gekroond. Zij stierf enkele maanden later, slechts 27 jaar oud. Het gerucht ging dat zij door haar schoonmoeder Bona Sforza was vergiftigd maar hiervoor is geen concreet bewijs. Tegenwoordig lijkt het waarschijnlijker dat Barbara Radziwiłł is overleden aan kanker. Ze is begraven in de kathedraal van Vilnius. Sigismund II August droeg de rest van zijn leven zwart als teken van rouw.

## Kunst en literatuur
Over de omstreden romance tussen Barbara Radziwiłł en Sigismund II August, haar vroege dood en de lange rouw van de koning zijn vooral in Polen en Litouwen schilderijen, toneelstukken, films en tv-series gemaakt. Ook speelt Barbara Radziwiłł een rol in de legendes rond de Poolse Faust-figuur Pan Twardowski, die voor koning Sigismund II August haar geest zou hebben opgeroepen. Zij is nog steeds een van de bekendste koninginnen uit de Poolse geschiedenis.

Barbara Radziwiłł in de schilderkunst.
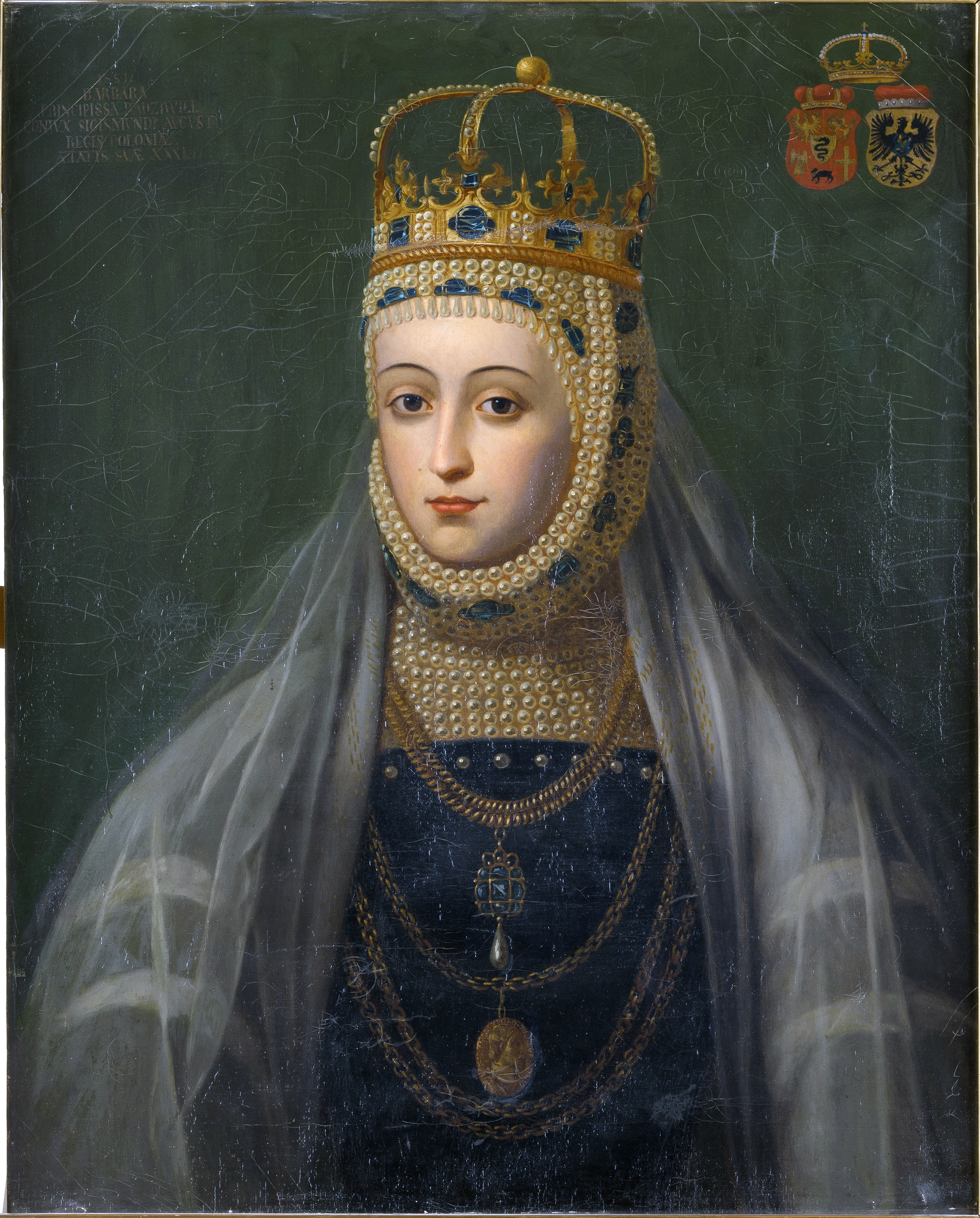
Portret van Barbara Radziwiłł door onbekende 19e-eeuwse schilder
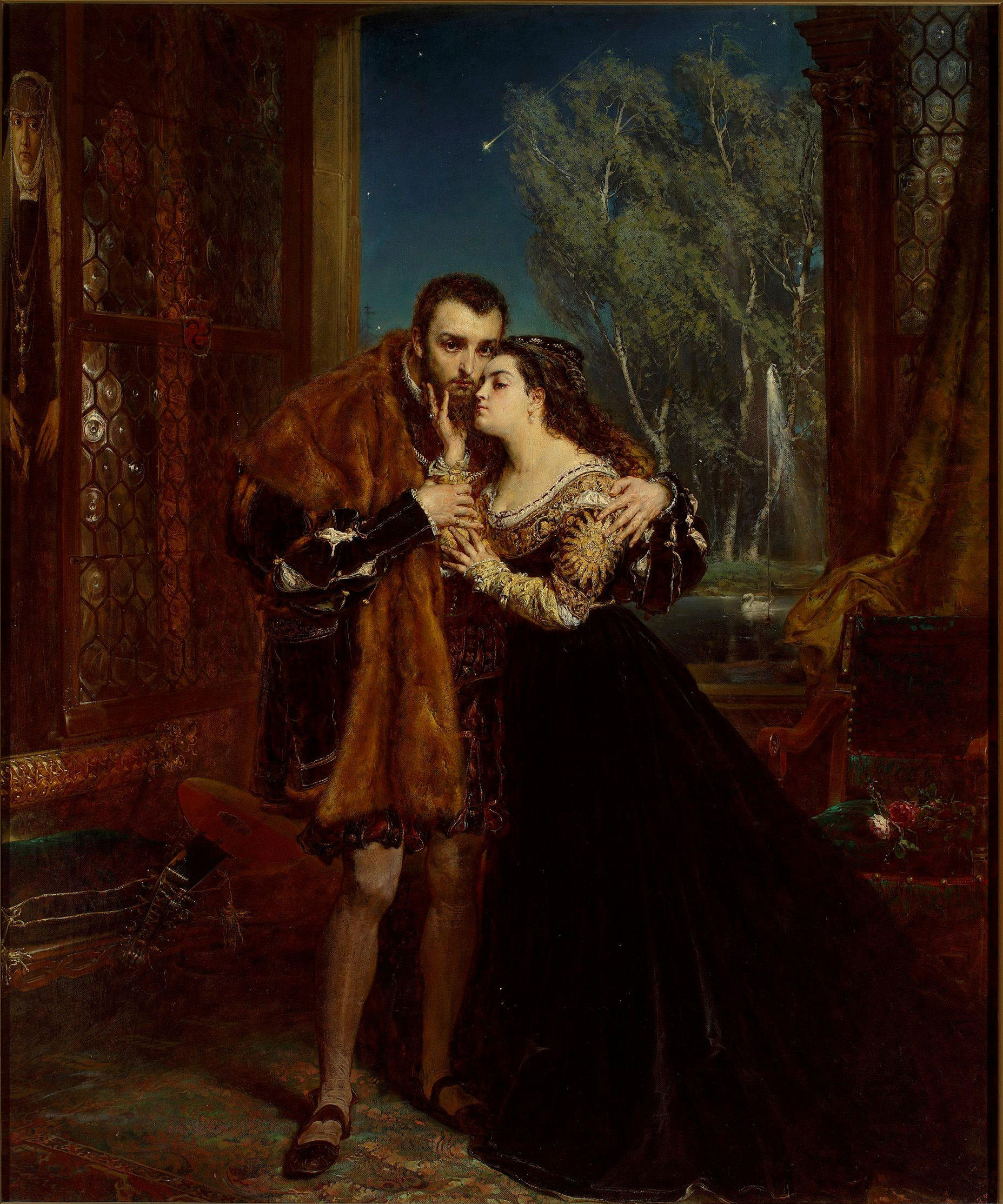
Sigismund en Barbara, door Jan Matejko, 1867
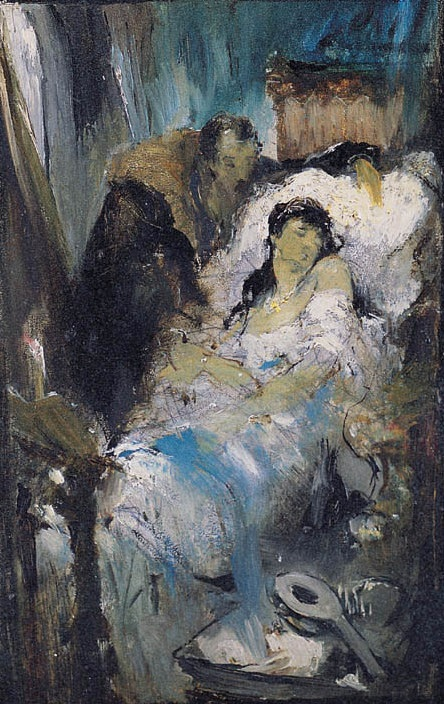
De dood van Barbara Radziwiłł door Franciszek Żmurko, ca. 1880
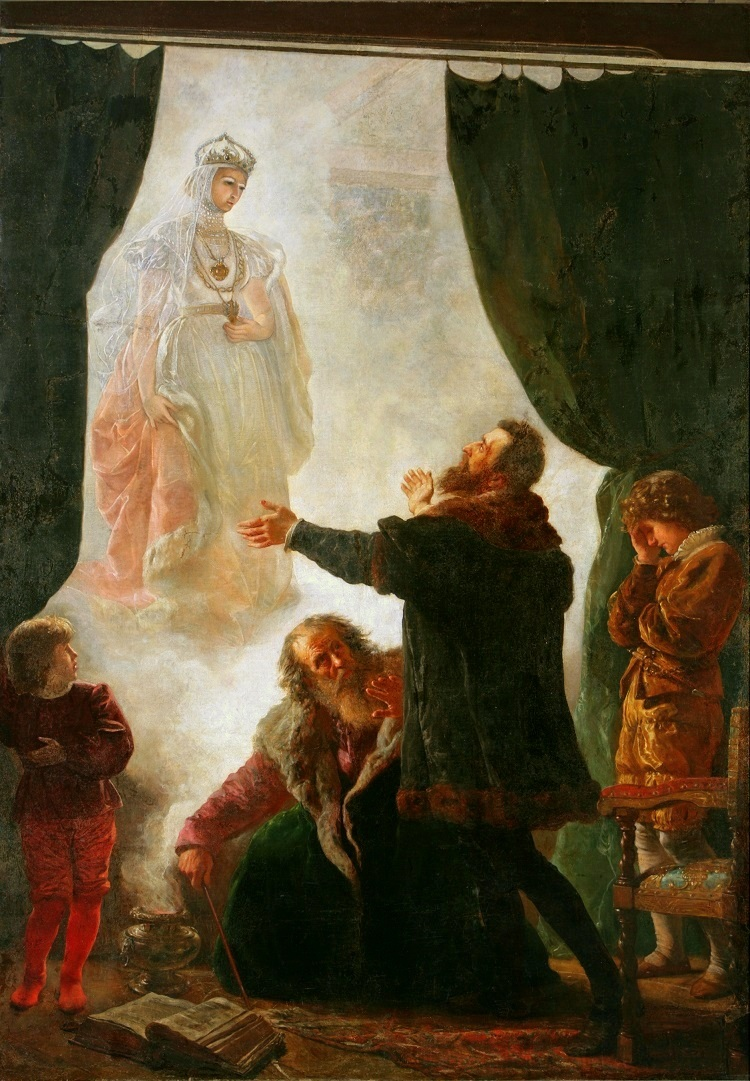
Pan Twardowski roept de geest van Barbara Radziwiłł op, door Wojciech Gerson, 1886

- Gemeinsame Normdatei: 118966650
- International Standard Name Identifier: 0000 0001 1050 6441
- Library of Congress Control Number: n84121746
- Nationale Bibliotheek van Polen: a0000001190544
- Virtual International Authority File: 30940175
- WorldCat: E39PBJhX8jHkrC9mwy6Pq3Tyh3